# Журавець чеський
{{#ifeq:0|0|{{#if:|{{#if:Geraniumbohemicum|[[]}}|}}}}
Журавець чеський, герань чеська (Geranium bohemicum) — вид рослин родини геранієві (Geraniaceae), поширений у більшій частині Європи, а також Туреччині й Грузії.

## Опис
Однорічна трав'яниста рослина 20–60 см заввишки. Стебла прямостійні, разом з черешками листків коротко залозисто запушені і, крім того, волохаті від дуже довгих ніжних відстовбурчених волосків. Листки в прикореневій розетці та супротивні на стеблі, або іноді поодинокі. Прикореневі листки довгочерешкові, зазвичай в'януть в стадії цвітіння. Стеблові листки від довго до короткочерешкових, прилисникові. Листові пластини округло-5-кутні, глибоко (3)5–7-лопатеві; лопаті широкі, великозубчасті. 
Квітки пахвові парами або на кінці стебла, радіально симетричні, 15–20 мм шириною. Чашолистків 5, темно-жильні, волосисті, щетинисті на кінці, розлогі, майже такої ж довжини, що й пелюстки, значно зростають на стадії плодоношення. Пелюстків 5, 10–12 мм завдовжки, пурпурові, темно-жильні, з зубчастими кінчиками. Тичинок 10. Плід: 5-дольний схизокарп, кінчик дзьобоподібний, згортається в рулоні, коли дозріває; мерикарпи глянсові, волохаті.

## Поширення
Вид поширений у більшій частині Європи, а також Туреччині й Грузії.
В Україні зростає в лісах, гаях, між чагарниками, особливо на вирубках, як бур'ян — на західному та правобережному Поліссі, в Лісостепу, горах Криму, спорадично.